# Münchweiler am Klingbach
Münchweiler am Klingbach is een plaats in de Duitse deelstaat Rijnland-Palts, en maakt deel uit van de Landkreis Südliche Weinstraße.
Münchweiler am Klingbach telt 217 inwoners.

## Bestuur
De plaats is een Ortsgemeinde en maakt deel uit van de Verbandsgemeinde Annweiler am Trifels.